# Friends Will Be Friends
«Friends Will Be Friends» (en español: Los amigos serán amigos) es una canción compuesta y escrita por Freddie Mercury y John Deacon, cantante y bajista, respectivamente, de la banda de rock británica Queen, como parte de su disco del álbum A Kind of Magic de 1986. En la televisión argentina existió un programa llamado Amigos son los amigos en 1990, basado en el tema de la banda inglesa.
"Friends Will Be Friends" se tocó en vivo en el Magic Tour de 1986. Fue incluida en varias compilaciones de grandes éxitos de Queen, como Greatest Hits II, Greatest Flix II y Greatest Video Hits II.

## Arreglo musical
La firma clave de la canción es sol mayor, y hace un uso intensivo del estilo de tocar la guitarra melódica de Brian May. La canción se estrenó en el segundo show del Magic Tour (Leiden). Queen tocó la versión completa de la canción para los dos primeros espectáculos de los shows de Leiden, luego el acuerdo se acortó el 14 de junio (París). La versión más corta aparece en el lanzamiento de Live At Wembley '86. En todas las versiones en vivo, la canción se realizó en fa mayor, modulada en un tono.

## Vídeo musical
El vídeo fue dirigido por DoRo y filmado en JVC Studios, Wembley en mayo de 1986, y presenta al grupo interpretando la canción frente a la audiencia. Durante el espectáculo del show, Freddie Mercury "choca los cinco" con miembros de la audiencia y al final corta el micrófono y canta junto con ellos, dejándolos liderar. Debido a esto, esta actuación fue apodada "El mayor espectáculo de Queen nunca realizado".

## Sencillo
La canción fue lanzada como sencillo el 9 de junio de 1986, con la canción Seven Seas of Rhye del álbum Queen II en el lado B siendo el sencillo #30 de Queen en el Reino Unido, además de que la fecha coincidió con el comienzo de su gira Magic Tour. La canción del sencillo alcanzó la posición #14 en el Reino Unido.

## En directo
La canción se interpretó durante todo el Magic Tour de 1986 (última gira de la banda con Freddie Mercury), precedida por We Will Rock You, y seguida por We Are the Champions, justo al final de los conciertos.
Fue la única canción del grupo que se cantó entre "We Will Rock You" y "We Are the Champions" desde el News of the World Tour de 1977-78.

## Créditos
- Escrita por: Freddie Mercury y John Deacon
- Producida por: Queen, Mack y David Richards

- Músicos:
  - Freddie Mercury: voz principal, piano y coros
  - Brian May: guitarra eléctrica y coros
  - Roger Taylor: caja de ritmos y coros
  - John Deacon: bajo y guitarra eléctrica
  - Spike Edney: sintetizadores

## Curiosidades
- Esta canción fue utilizada como cortina principal de una serie televisiva argentina de televisión protagonizada por Carlos Calvo y Pablo Rago, con un nombre muy parecido al de la canción: Amigos son los amigos.

- Datos: Q1003996